# Ulica Krakowskie Przedmieście w Piotrkowie Trybunalskim
Ulica Krakowskie Przedmieście – ulica w Piotrkowie Trybunalskim.

## Opis
Ulica Krakowskie Przedmieście biegnie od ul. Farnej do południowej granicy miasta. Długość ulicy wynosi 3707 metrów.
Ulica dzieli się na trzy odcinki o różnym statusie:
- od ul. Farnej do Al. Kopernika – droga gminna nr 162160E, dł. 171 m
- od Al. Kopernika do ul. Śląskiej – droga powiatowa nr 1556E, dł. 508 m
- od ul. Śląskiej do granicy miasta – droga krajowa nr 91, dł. 3028 m

Przy ulicy Krakowskie Przedmieście znajduje się m.in.:
- 2 – parafia św. Jakuba Apostoła[2]
- 11 – Szkoła Podstawowa nr 16 im. Polskich Olimpijczyków[3]
- 13 – Przedszkole Samorządowe nr 14[4]
- 36 – Zespół Szkół Ponadpodstawowych nr 6 im. Królowej Jadwigi[5]
- 73 – Miejski Zakład Komunikacyjny[6]

## Historia
W przeszłości za bramą miejską, wzdłuż dawnej drogi na Przedbórz, rozciągało się przedmieście nazywane Krakowskim. Przedmieście to potwierdzone jest w lustracji z 1629 i 1661. Przedmieście (później także sama ulica) było określane potocznie jako Krakówka.
Do 1817 na fragmencie ulicy przy obecnej plebanii kościoła św. Jakuba znajdowała się brama Krakowska, będąca częścią murów miejskich Piotrkowa. Obok tego miejsca położony jest jeden z zachowanych fragmentów murów. 
Przy moście na Strawce znajdował przytułek dla ubogich oraz kaplica Świętej Trójcy, wzmiankowane w 1521. Na końcu przedmieścia położony był istniejący do dzisiaj kościół Nawiedzenia Najświętszej Maryi Panny, wzniesiony na polecenie Jana Kmity w 1372–1373. Wedle tradycji w miejscu tego kościoła istniał wcześniej pogański gaj. Obok kościoła przedmieście rozdzielało się na trzy odnogi.
Pod numerami 20, 26, 30a znajdują się częściowo przebudowane pozostałości drewnianych dworków wznoszonych przez szlachtę przybywającą do Piotrkowa na sejmy i posiedzenia Trybunału Koronnego. W XIX w. ludność zamieszkująca ulicę zajmowała się głównie rolnictwem. 

## Zabytki
Początkowy fragment ulicy w obrębie Starego Miasta jest wraz z nim wpisany do rejestru zabytków pod numerem 89-IX-35 z 24.07.1948, z 1.02.1962 i z 23.02.2004 („dzielnica staromiejska – plac Trybunalski”).
Do rejestru zabytków są też wpisane budynki położone przy ul. Konarskiego:
- nr 2
  - kościół farny św. Jakuba, XV w.
  - plebania kościoła św. Jakuba, XVIII w.
- 31/33 – kościół Nawiedzenia Najświętszej Maryi Panny, XIV w.
  - dzwonnica, 1900
  - cmentarz przykościelny

Do gminnej ewidencji zabytków miasta Piotrkowa Trybunalskiego, oprócz obiektów z rejestru zabytków, są też wpisane budynki:
- nr 1 (ul. Pijarska 1) – kamienica
- nr 22 – dom, 1850
- nr 24 – kamienica, 1910
- nr 30 – dom, 1880
- nr 42 – kamienica, XIX w.
- nr 44 – kamienica, 1850

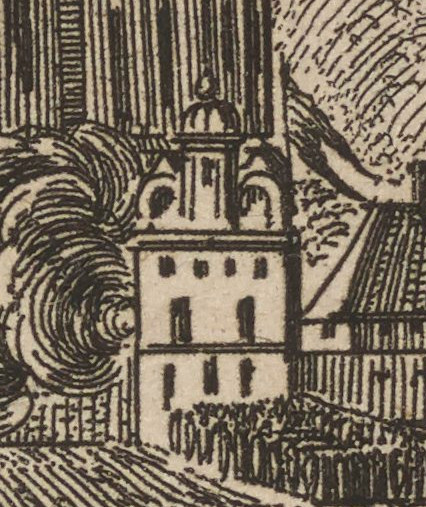
Brama Krakowska (1657)
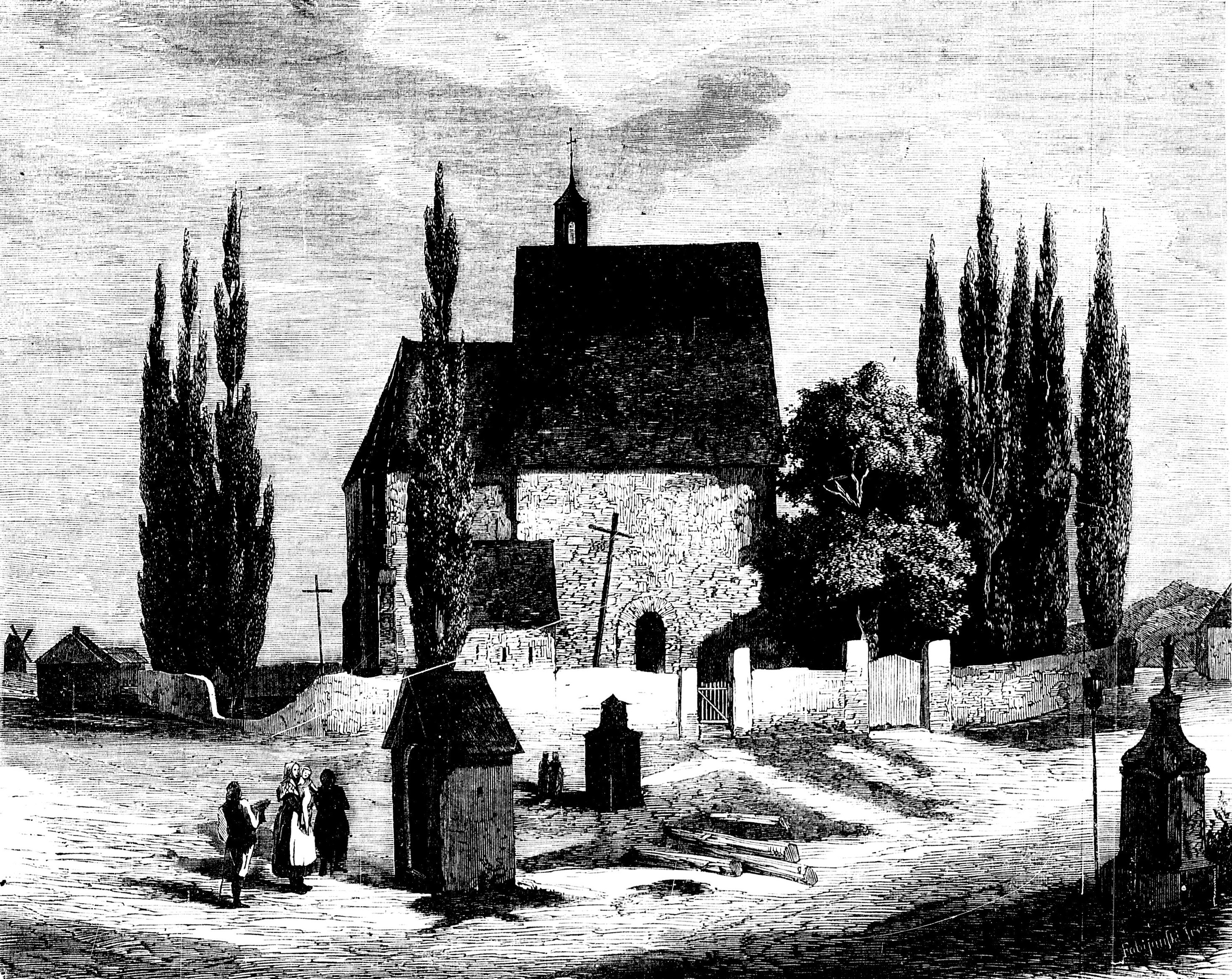
Kościół Nawiedzenia NMP (1863)
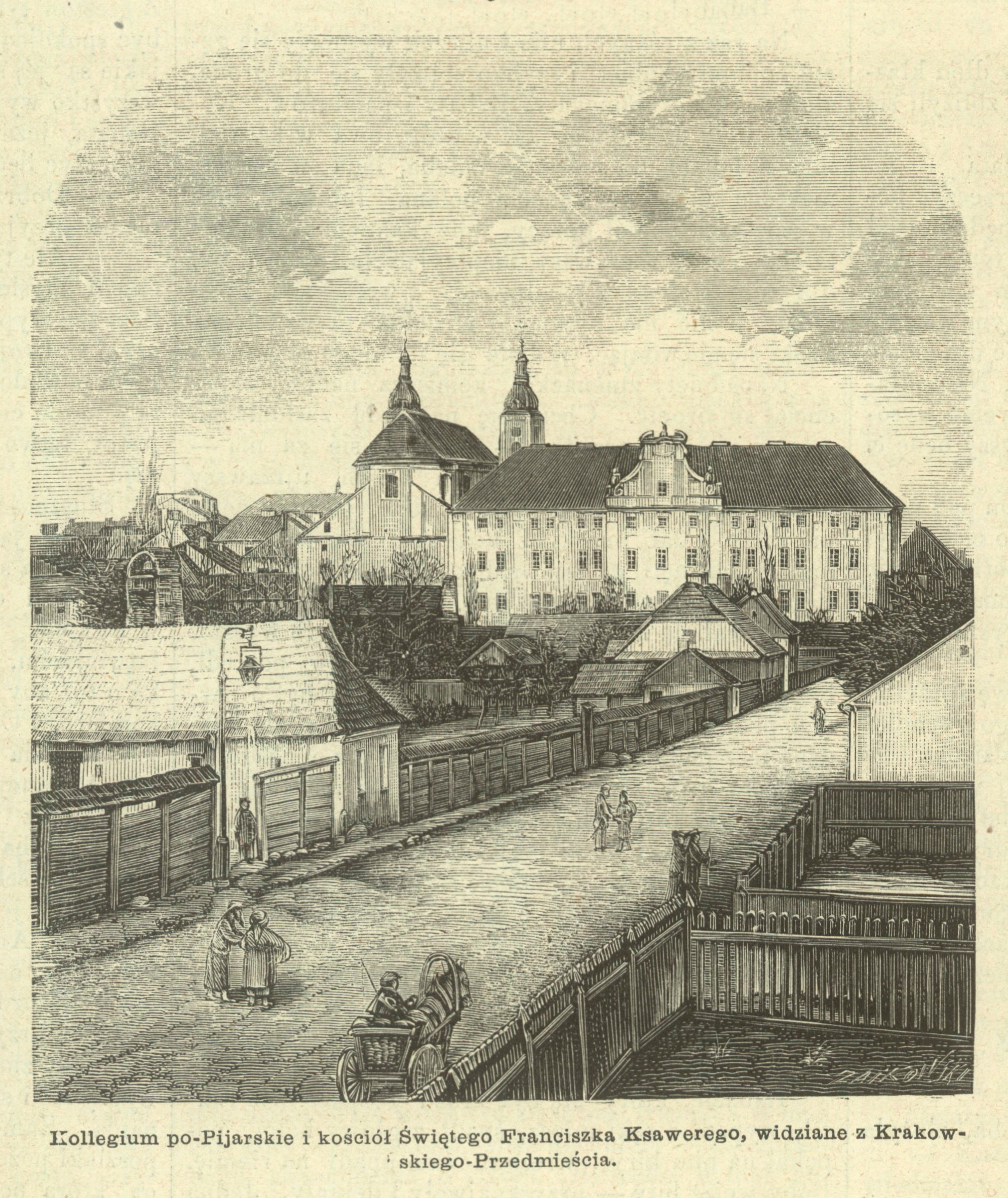
Widok ulicy w stronę Starego Miasta (1870)
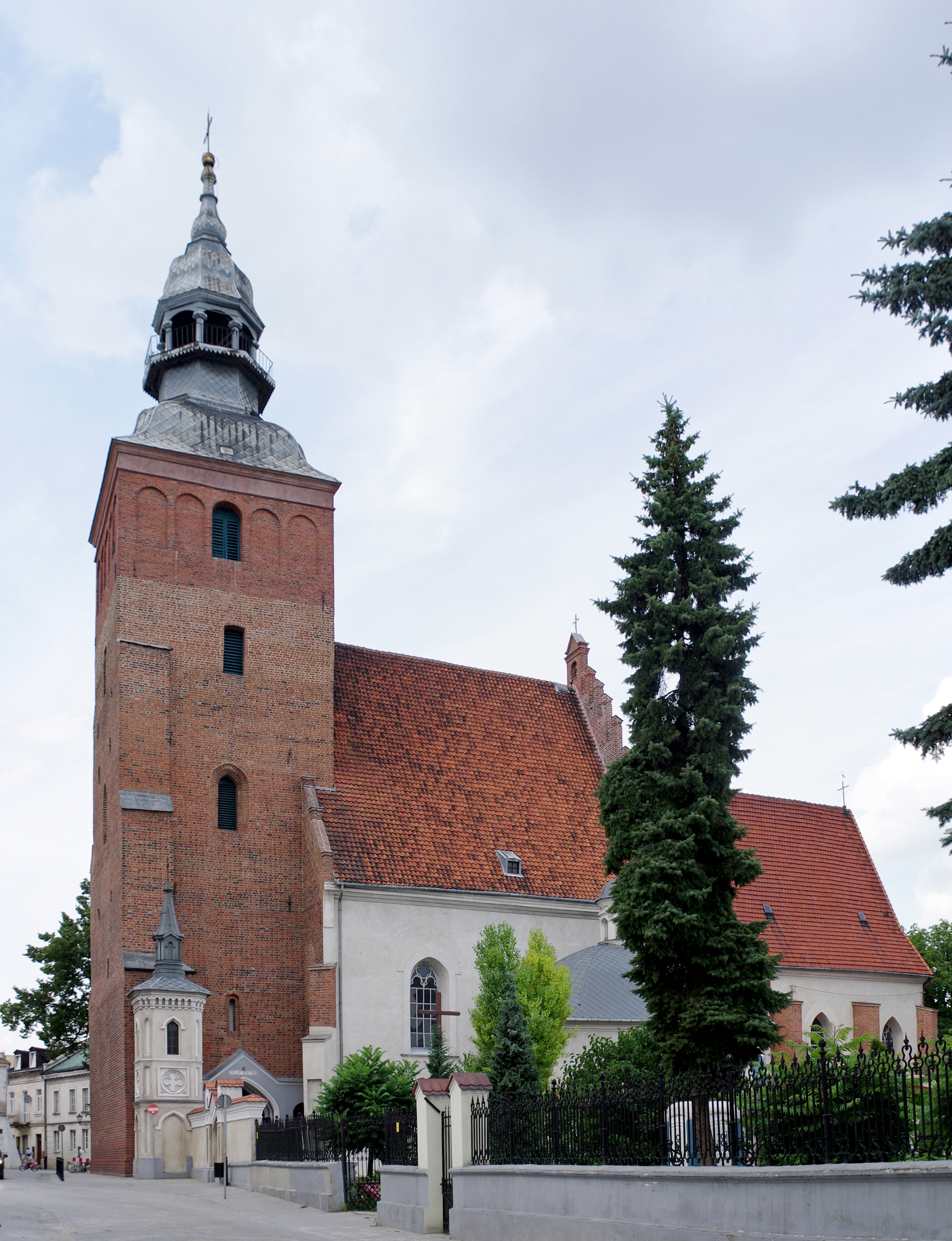
Kościół farny św. Jakuba
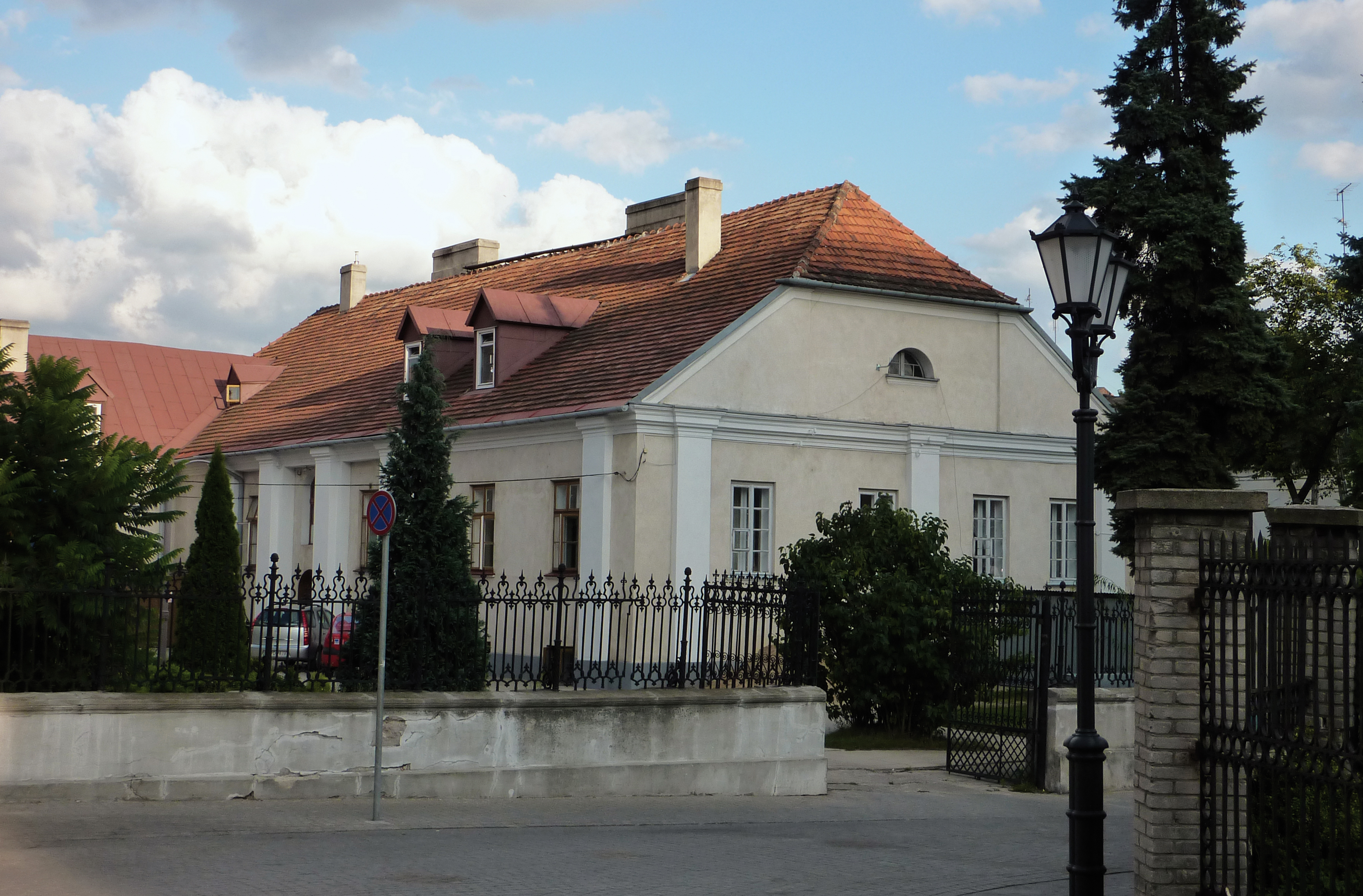
Plebania kościoła św. Jakuba
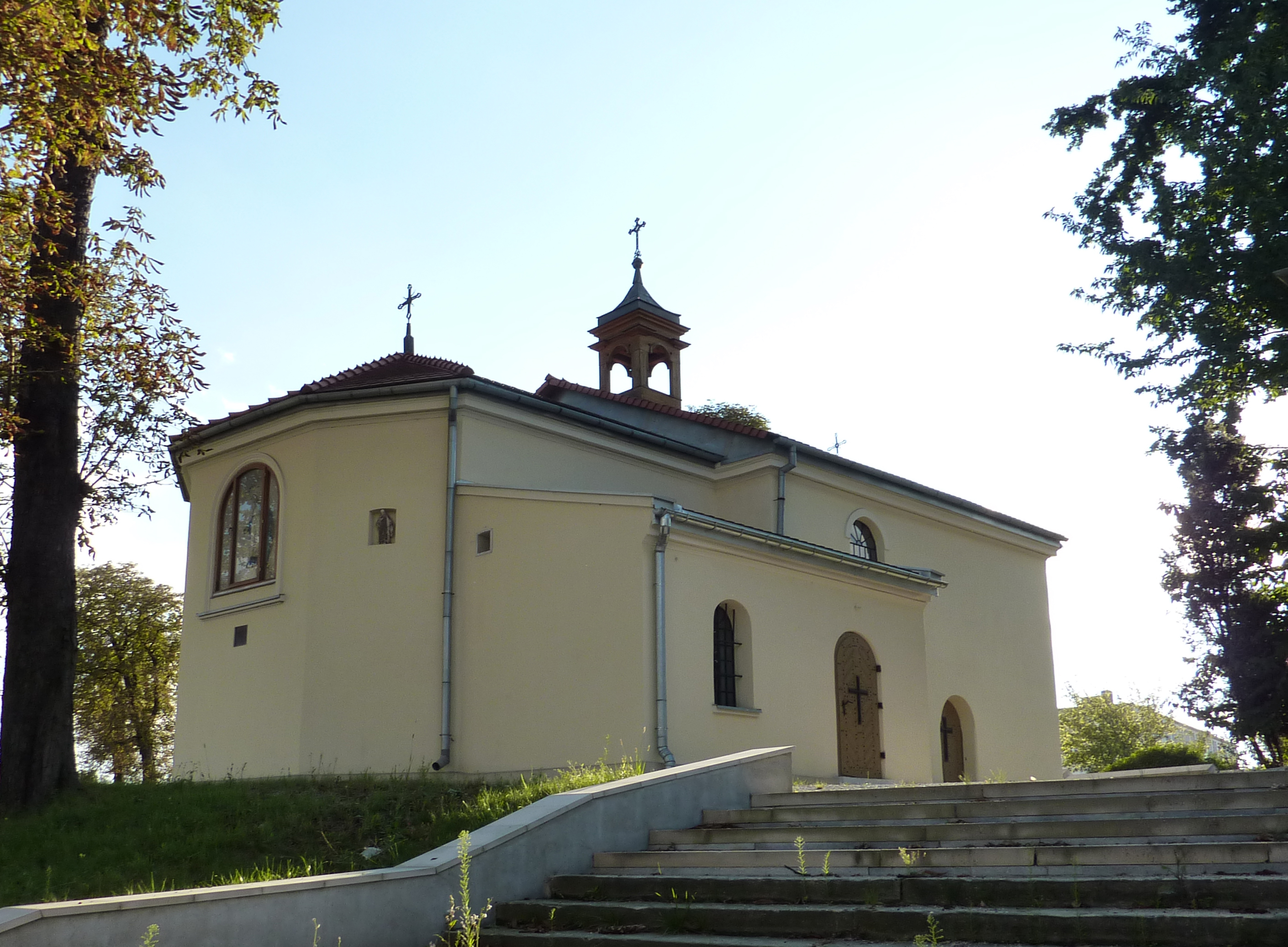
Kościół Nawiedzenia Najświętszej Maryi Panny
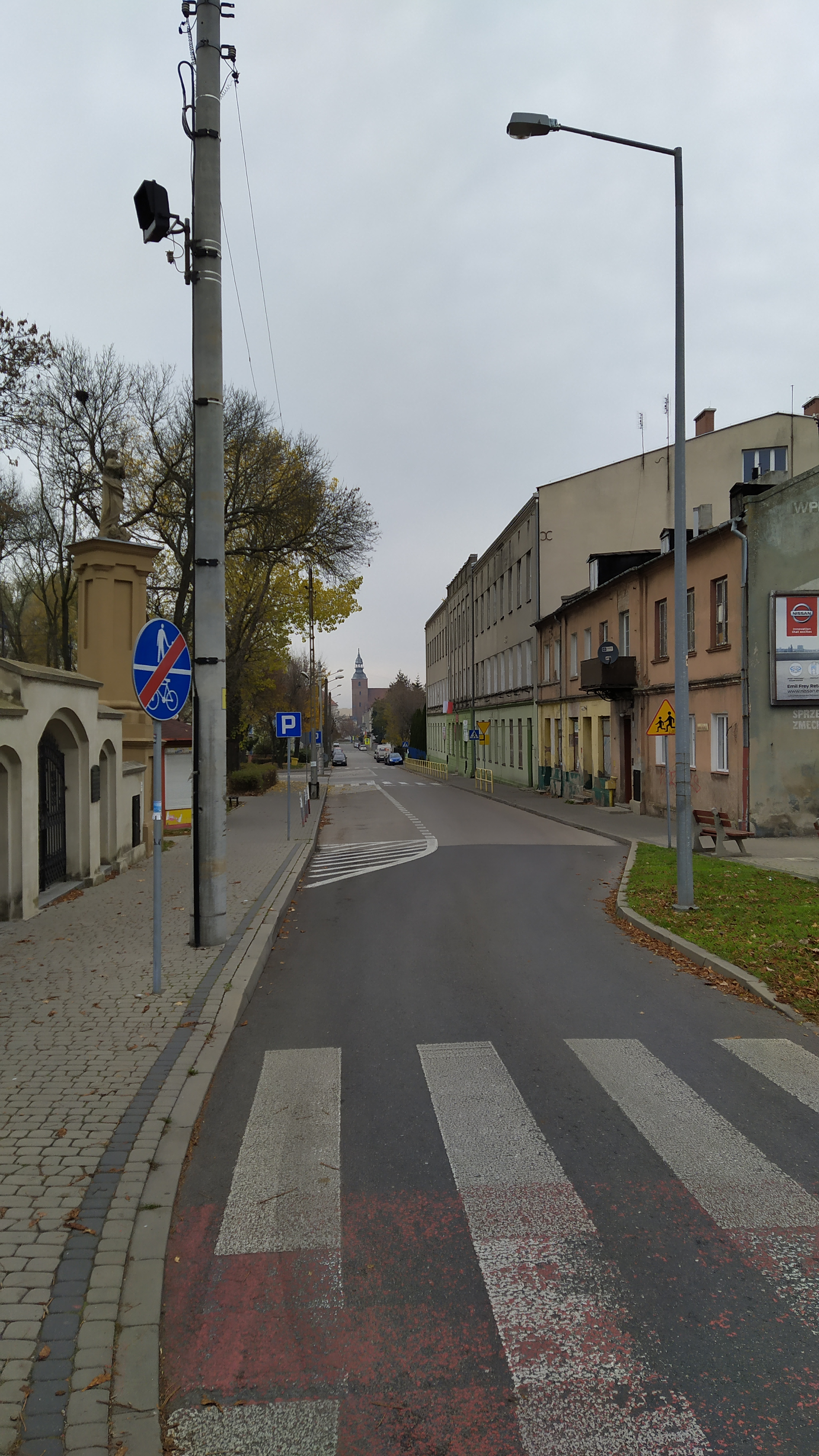
Ulica w sąsiedztwie kościoła Nawiedzenia NMP